# 8866 Tanegashima
A 8866 Tanegashima (ideiglenes jelöléssel 1992 BR) a Naprendszer kisbolygóövében található aszteroida. M. Mukai és M. Takeishi fedezte fel 1992. január 26-án.